# Parascleroderma azevedonis
Parascleroderma azevedonis – gatunek błonkówki z rodziny płaszczykowatych i podrodziny Pristocerinae.
Gatunek ten został opisany w 2013 roku przez Darrena Francisa Warda na podstawie pojedynczej samicy odłowionej w 1982. Epitet gatunkowy nadano na cześć Celso Azevedo.
Błonkówka ta ma bezskrzydłe ciało o długości 3 mm, ubarwione brązowo z jasnobrązowymi czułkami i odnóżami oraz ciemnobrązowymi pasami na wierzchu metasomy. Głowa ma szeroko ścięty nadustek z kilem środkowym, czarne oczy złożone i pozbawiona jest przyoczek. Smukłe żuwaczki mają dwa duże i jeden szczątkowy ząb. Wszystkie stopy są pięcioczłonowe. Metasoma jest silnie spłaszczona grzbietobrzusznie.
Owad endemiczny dla Nowej Zelandii, znany tylko z lokalizacji typowej nad brzegiem rzeki Manawatu na Wyspie Północnej.